# Tokugawa Yoshinobu

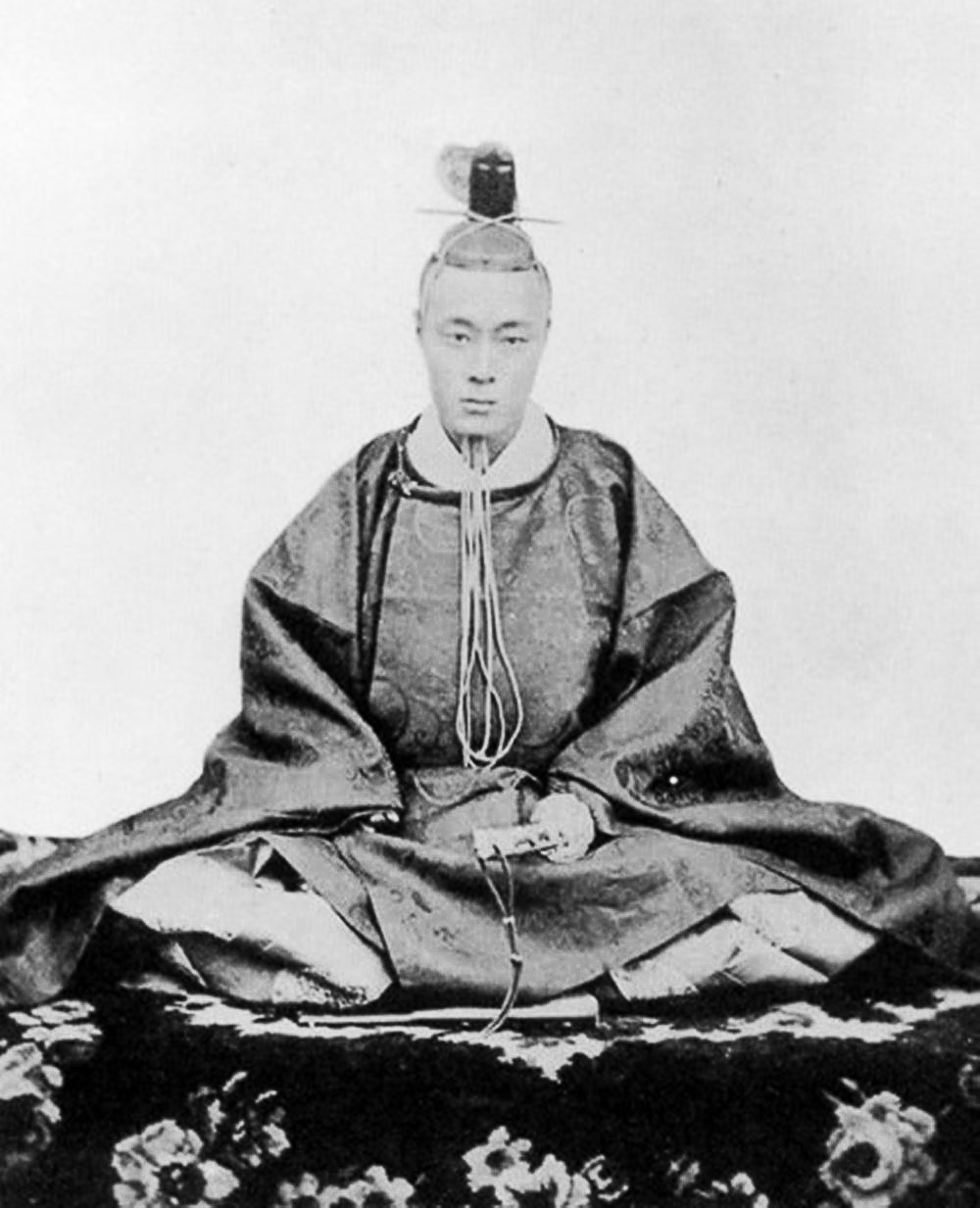
Tokugawa Yoshinobu als Shōgun

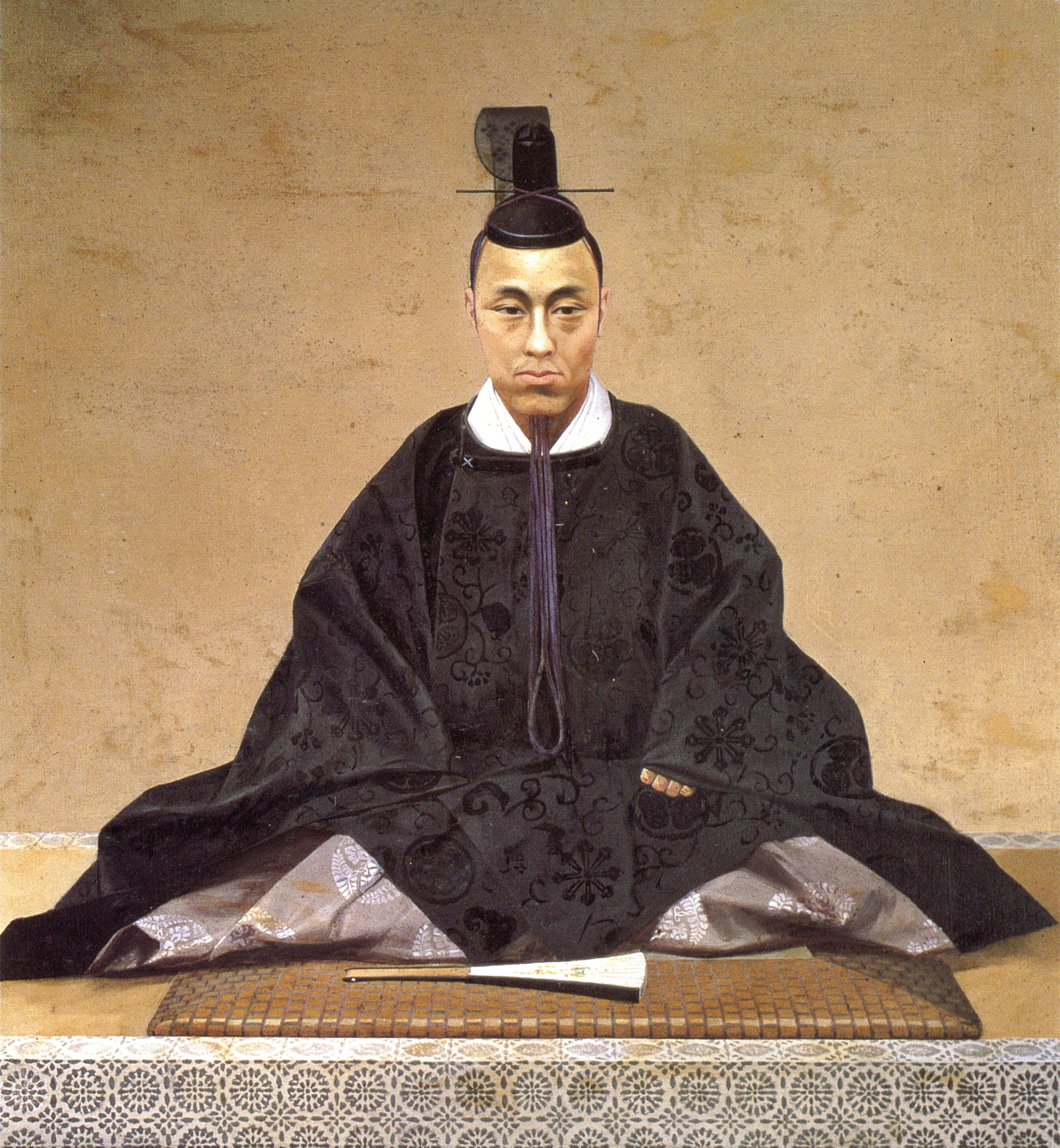
Ölgemälde von Tokugawa Yoshinobu als Shōgun

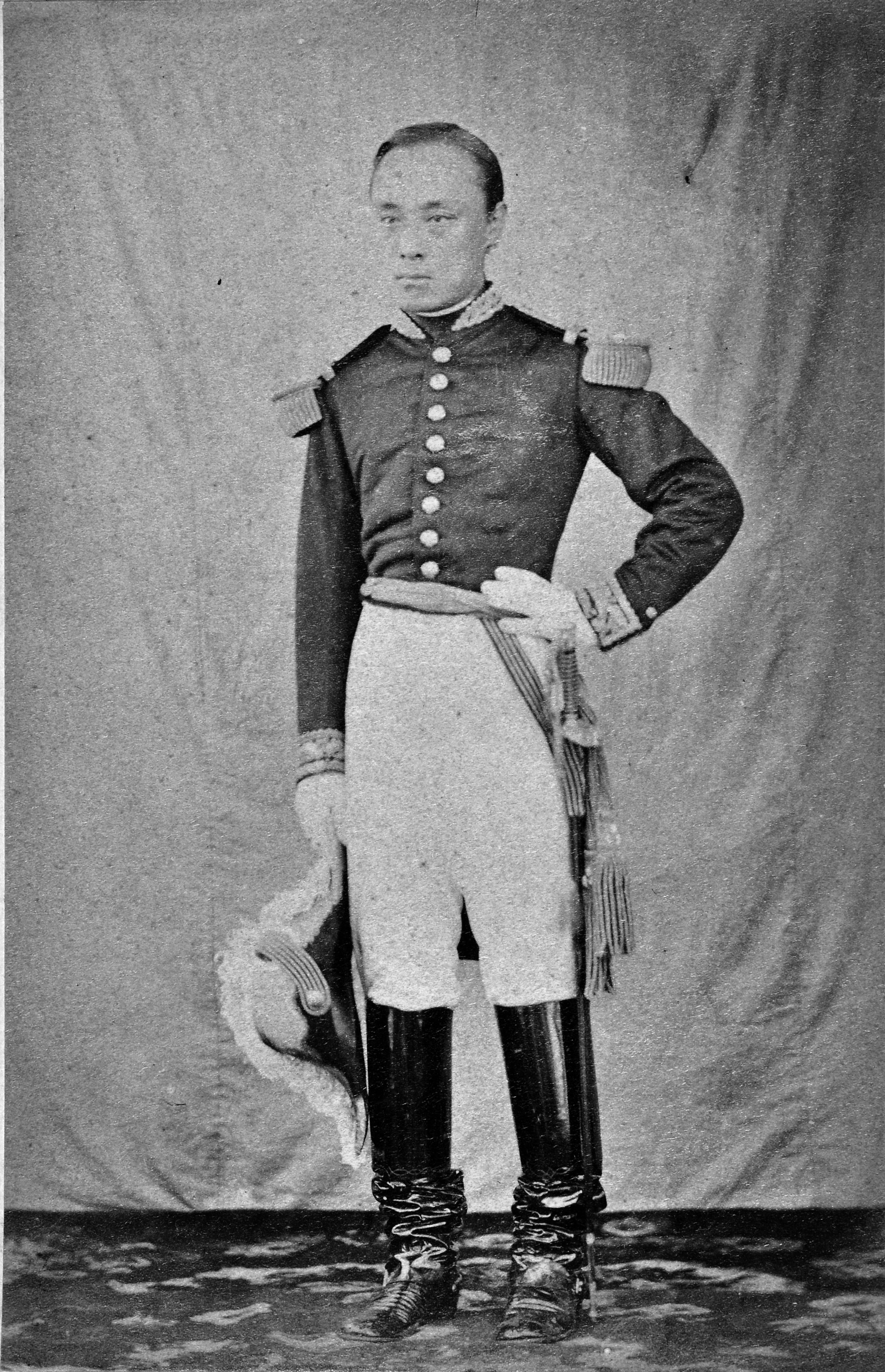
Tokugawa Yoshinobu, um 1867

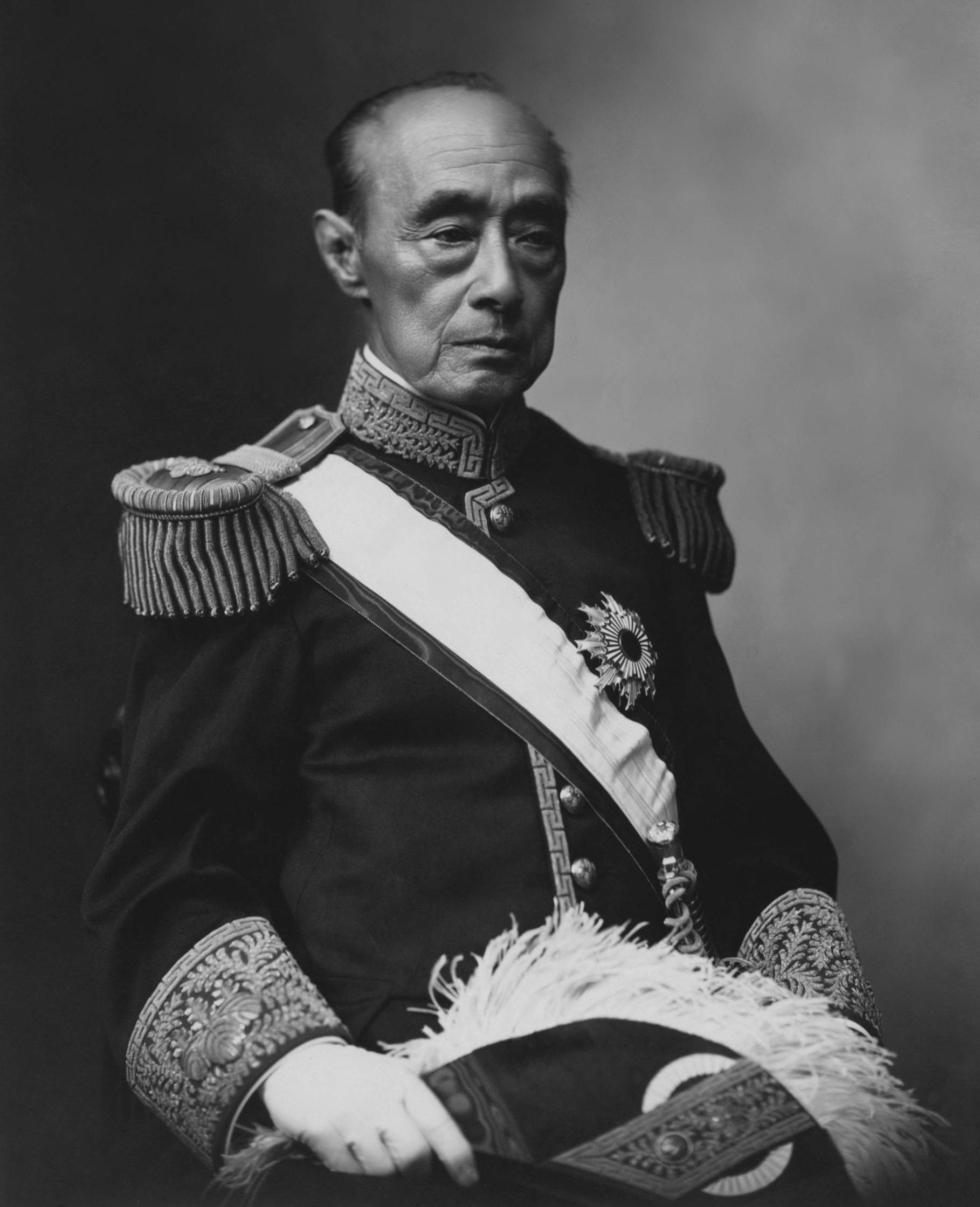
Tokugawa Yoshinobu als Kōshaku, um 1905

Tokugawa Yoshinobu (jap. 徳川 慶喜; * 28. Oktober 1837 in Edo; † 22. November 1913 in Tokio) war der 15. und letzte japanische Shōgun (1866–67) der Edo-Zeit.

## Leben
Tokugawa Yoshinobu wurde als siebter Sohn von Tokugawa Nariaki, dem 9. Daimyō von Mito (nun Präfektur Ibaraki) geboren. Er wurde als Kind von der Hitotsubashi-Linie der Tokugawa, einer der Gosankyō adoptiert und stieg bis 1847 zum Familienoberhaupt auf und machte sich einen Namen als fähiger Verwalter.
Im Zuge der Machtübernahme des Shōgunats im Jahre 1858 durch seinen Vorgänger Tokugawa Iemochi und dessen mächtigsten Ratgeber, Ii Naosuke, wurde er zusammen mit seinem Vater verhaftet, unter Hausarrest gestellt und politisch entmachtet, da er im Ringen um das Amt des Shōguns unterlegen war, obwohl er von Hotta Masayoshi und der Kōmei-Tennō vom Reformerflügel unterstützt wurde. Der Reformerflügel erhoffte sich von ihm die Fortführung der Erneuerungen im Sinne der Mito-Schule. Zu seinen Unterstützern gehörte auch der einflussreiche Daimyō von Satsuma, Shimazu Nariakira. Im Zuge dieser Unstimmigkeiten war er gezwungen, den Status des Familienoberhauptes abzulegen. 1860 wurde er erneut zum Familienoberhaupt, nachdem sein Hauptgegner Ii während des Sakuradamon-Zwischenfalls ermordet worden war.
1866 folgte er dem verstorbenen Tokugawa Iemochi als Shōgun. Seine Versuche der langsamen Modernisierung, die er in Zusammenarbeit mit dem französischen Diplomaten Léon Roches erarbeitet hatte, fanden bei den streitenden Parteien keine Zustimmung. Schließlich dankte er am 9. November 1867 unter dem Druck der Reformbefürworter ab. Diese strebten anstelle des Shōgunats (Bakufu) eine nominelle Restauration der Kaiserherrschaft mit gleichzeitiger Modernisierung des Landes an.
Er trat jedoch nur vom Amt zurück, nicht von seinen tatsächlichen Machtbefugnissen, und ging daraufhin von Kyōto nach Ōsaka, musste aber erleben, wie einflussreiche Daimyō am Hof des Tennō sich dafür einsetzten, ihn vollständig zu entmachten und seinen Besitz zu pfänden. Er protestierte formal beim Tennō gegen diese Maßnahmen. Der Tennō erklärte sich daraufhin wieder selbst als im Besitz der alten Herrschaftsrechte. So kam es zum Boshin-Krieg, in dem Tokugawa Yoshinobu versuchte, die Hauptstadt Kyōto anzugreifen und den Tennō in seine Gewalt zu bringen. Dabei wurden seine zahlenmäßig dreifach überlegenen, von französischen Militärberatern (darunter auch Jules Brunet) gut ausgebildeten, aber schlecht ausgerüsteten Truppen in der Schlacht von Toba-Fushimi vom 27. bis 31. Januar 1868 vernichtend geschlagen. Er musste nach Edo fliehen. Als die kaiserlichen Truppen vor der Stadt erschienen, kapitulierte er am 11. April 1868 im Schloss von Edo. Er adoptierte vorher mit Tokugawa Iesato ein junges Familienmitglied, das daraufhin neues Familienoberhaupt wurde.
Er mischte sich seit diesem Zeitpunkt nicht mehr in das politische Geschehen Japans ein und lebte zurückgezogen in der Präfektur Shizuoka. Dort ging er seinen privaten Studien nach, betrieb Ölmalerei, frönte seiner Jagdleidenschaft und befasste sich intensiv mit der aufkommenden Fotografie. An den Errungenschaften der modernen Welt zeigte er großes Interesse. So liebte er das Radfahren und kaufte sich ein Automobil.
1897 siedelte er nach Tokio um. Im Jahr 1902 wurde ihm vom Tennō Meiji der Titel eines Fürsten (Kōshaku) verliehen, als einzigem Träger dieses Titels ohne Rücksicht auf die Höhe seines Reiseinkommens. 1908 erhielt er vom Tennō den Orden der Aufgehenden Sonne.
Tokugawa Yoshinobu starb im Alter von 76 Jahren und ist auf dem Yanaka-Friedhof in Tokio beigesetzt worden.
Seine neunte Tochter Tokugawa Tsuneko heiratete am 9. Januar 1896 den kaiserlichen Prinzen Fushimi Hiroyasu, einen Cousin des späteren Tennō Hirohito.
2010 wurden überraschenderweise handschriftliche Dokumente von ihm aus dem Jahre 1912 gefunden, die der Enkel seines letzten Leibarztes bei sich aufbewahrt hatte.